# Col San Martino
Pour les articles homonymes, voir San Martino.
Col San Martino est un hameau italien de la commune de Farra di Soligo dans la province de Trévise en région Vénétie en Italie.
Il se situe à 50 km au nord de Venise, à une altitude de 163 m. La population y est de 4 000 habitants.

## Monuments
La chapelle de San Vigilio datant du XIe siècle : perchée au sommet d'un petit col de 225 m d'altitude (500m avec des passages à plus de 20 %), elle figure souvent sur les bouteilles de prosecco. Une très belle balade à faire : le sentier de la vedette vous permet de rejoindre Col San Martino à Soligo en une demi-journée en passant par le monte Moncader (470m).

## Sports
Le circuit de Col San Martino, grande course cycliste amateur de renommée internationale avec des vainqueurs tels que Eddy Merckx ou Rik Van Looy...

## Œnologie
Le prosecco est un vin mousseux ou pétillant produit dans une certaine partie de la Vénétie (la route du prosecco de Valdobbiadene à Conegliano).